# Hogna reimoseri
Hogna reimoseri là một loài nhện trong họ Lycosidae.
Loài này thuộc chi Hogna. Hogna reimoseri được Carl Friedrich Roewer miêu tả năm 1959.